# Juma Xipaia
Juma Xipaia de Carvalho (Rio Iriri, 1991) é uma ambientalista e liderança indígena do povo Xipaya. É a primeira mulher a se tornar cacique no Médio Xingu, liderando a aldeia Tukamã.

## Biografia
Nasceu em 1991 na aldeia Tukamã, uma pequena comunidade Xipaia à beira do Rio Iriri, a cerca de 400 quilômetros a oeste de Altamira. Ainda adolescente já se envolveu no ativismo, atráves da resistência à construção de Belo Monte: juntando-se ao crescente movimento Xingu Forever, que lutava pelos direitos dos indígenas impactados pela usina.
Em 2015, aos 24 anos, foi a primeira mulher a se tornar cacique no Médio Xingu, liderando a aldeia Tukamã. Ela defende a igualdade de gênero, a autonomia dos povos indígenas e desempenha um papel importante contra a cooptação e corrupção de lideranças e povos indígenas. Juma dedica mais de 14 anos ao Movimento Indígena.
Diante das ameaças recebidas, o cacique Raoni pediu a todos que amam a Amazônia para proteger Juma Xipaia, pois ela é uma corajosa defensora da floresta. Juma já sofreu seis atentados contra sua vida e teve que deixar o Brasil uma vez devido a ameaças. Passou um ano na Suíça e, durante o exílio, foi a primeira pessoa Xipaya a falar na sede da ONU. Agora, ela está de volta à Amazônia e fundou o Instituto Juma, que luta pela preservação ambiental e dos direitos indigenas.
Discursou na COP26, junto a maior delegação indigena da história da conferência. No terceiro governo Lula, e no Ministério dos Povos Indígenas, liderado pela ministra Sonia Guajajara, Juma foi anunciada como secretária de Articulação e Promoção de Direitos Indígenas.
Além disso, ela também é estudante de Medicina da Universidade Federal do Pará (UFPA).
Em 11 de março de 2011, cerca de 250 pescadores do estado do Pará, dos municípios de de Porto Moz, Senador José Porfírio, Vitória do Xingu e Altamira, posicionaram-se contra a construção da barragem da Hidroelétrica de Belo Monte. A ação, organizadas pelos pescadores e pescadoras, foi intitulada A Grande Pescaria: em defesa do Rio Xingu contra Belo Monte. Pressentindo a ameaça contra o seu ecossistema, um grupo de seis mulheres pescadoras e indígenas, dentre elas, Juma Xipaia, tiveram uma ideia para dar visibilidade às pescadoras e pescadores, como protetoras e protetores do rio, e ao rio como fonte de vidas. Ficou-se decidido, então, sobre a ausência dos pescadores de "todos os processos de implantação de Belo Monte".
Em 14 de novembro de 2023, foi empossada na cadeira 49 da Academia Brasileira de Cultura (ABC), cujo patrono é o ativista Marçal de Souza Tupã-Y, tornando-se juntamente com a então Ministra dos Povos Indígenas - Sonia Guajajara, as primeiras mulheres indígenas a ocuparem as cadeiras vitalícias da entidade.

Barbosa, A. L. S. . (2021). Pescaria Subversiva: um ato de comunicar a r-e-xistência dos povos e comunidades tradicionais do rio Xingu . REVISTA POIÉSIS, 22(37), 151-164.